# Verwaltungsgemeinschaft Perlesreut
Die Verwaltungsgemeinschaft Perlesreut liegt im niederbayerischen Landkreis Freyung-Grafenau und wird von folgenden Gemeinden gebildet:
1. Fürsteneck, 822 Einwohner, 10,43 km²
2. Perlesreut, Markt, 2875 Einwohner, 29,73 km²

Sitz der Verwaltungsgemeinschaft ist Perlesreut.

## Geschichte
Die Verwaltungsgemeinschaft wurde zum 1. Mai 1978 aus den Gemeinden Fürsteneck, Perlesreut und Ringelai gebildet. Zum 1. Januar 1994 wurde die Gemeinde Ringelai aus der Verwaltungsgemeinschaft entlassen.